# Calyptranthes macrantha
Calyptranthes macrantha är en myrtenväxtart som beskrevs av Paul Carpenter Standley och Julian Alfred Steyermark. Calyptranthes macrantha ingår i släktet Calyptranthes och familjen myrtenväxter. Inga underarter finns listade i Catalogue of Life.